# Busto Arsizio
Busto Arsizio är en stad och kommun i provinsen Varese i regionen Lombardiet i norra Italien. Kommunen hade 83 628 invånare (2018). Stadens namn är dokumenterat år 922.
Bland stadens sevärdheter finns fyra kyrkor, basilikan San Giovanni Battista samt Santa Maria di Piazza, San Michele Arcangelo och San Rocco.

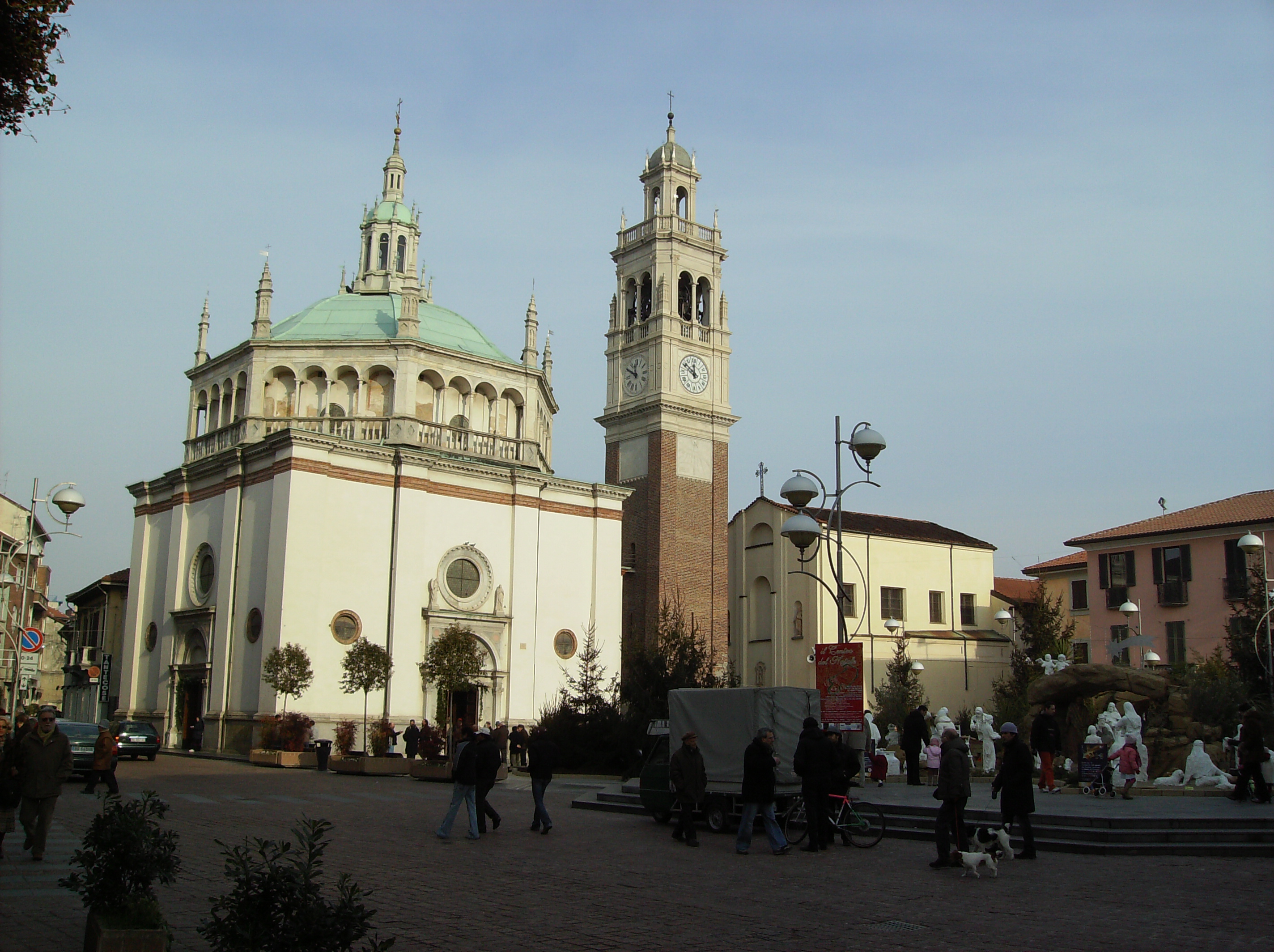
Santa Maria di Piazza
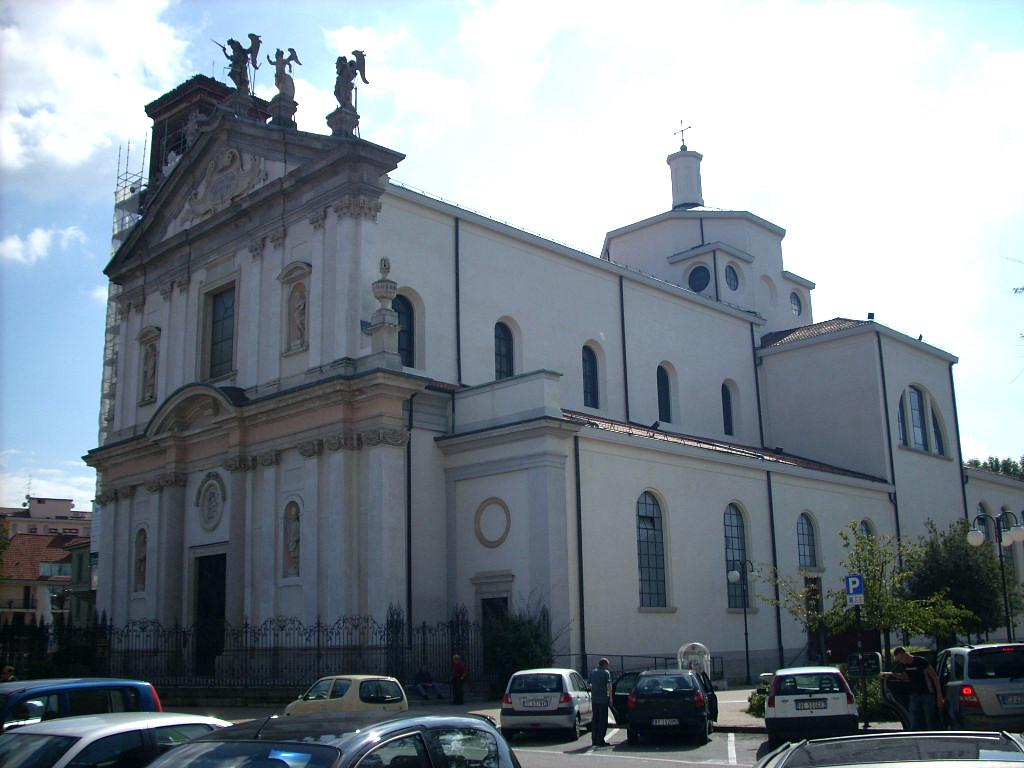
San Michele Arcangelo
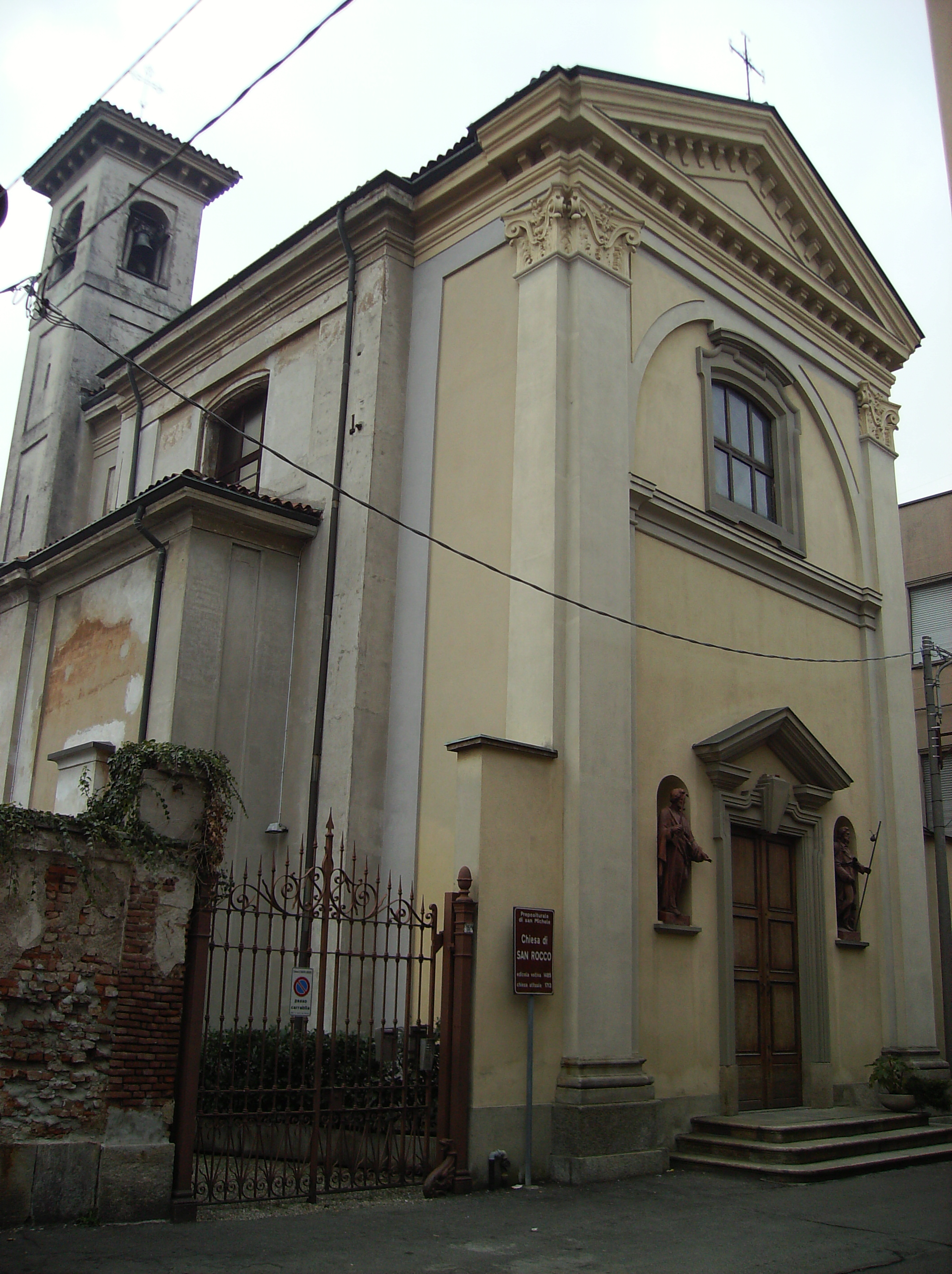
San Rocco

## Sport
Volleybollklubben UYBA Volley har blivit italiensk mästare en gång och vunnit den europeiska cuptävlingen CEV Cup tre gånger.